# Thaumaspis yachowensis
Thaumaspis yachowensis är en insektsart som först beskrevs av Tinkham 1944.  Thaumaspis yachowensis ingår i släktet Thaumaspis och familjen vårtbitare. Inga underarter finns listade i Catalogue of Life.